# Ilex polypyrena
Ilex polypyrena là một loài thực vật có hoa trong họ Aquifoliaceae. Loài này được C.J. Tseng & B.W. Liu mô tả khoa học đầu tiên năm 1981.